# ダニエル・デ・レオン

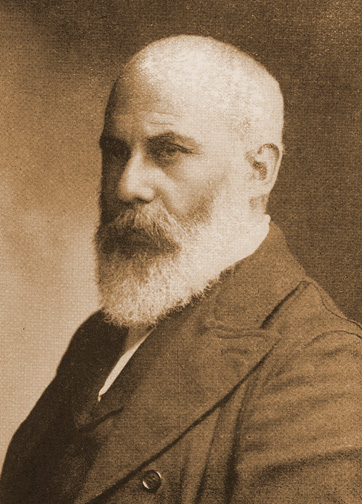
ダニエル・デ・レオン

ダニエル・デ・レオン(Daniel De Leon, 1852年12月14日 - 1914年5月11日)は、アメリカ合衆国の共産主義者・労働運動家。ユダヤ人。
カリブ海のオランダ領キュラソー島で生まれ、ドイツとオランダで教育を受けた。このときヨーロッパでマルクス主義を知る。1874年に帰国してニューヨークのコロンビア大学に入学すると社会主義運動に加わり、1890年には社会労働党に入党し、機関紙｢ザ・ピープル｣の編集者になった。
やがて20世紀に入ると、彼はアメリカ社会党の指導者の一人となり、1905年には当時労働運動の主流派だったアメリカ労働総同盟(AFL)の保守的な傾向に反対して急進的労働組合である世界産業労働者同盟(IWW)を結成した。
しかし正統派マルクス主義者だった彼は政党との連携による政治闘争を主張し、ストライキ等を主張していたビル・ヘイウッドら直接行動派と激しい論争を繰り広げたが敗れ、1908年にIWWを離脱した。
離党後、彼はデトロイトでIWWの分派である労働者国際産業別組合(Worker's International Industrial Union)を結成して運動を続け、1914年ニューヨークで亡くなった。
政治運動を重んじるサンディカリスムと正統派マルクス主義を結合した彼の思想はデ・レオン主義と呼ばれている。